# Абу Бакр аль-Багдади
Ибрахи́м Авва́д Ибрахи́м Али́ аль-Бадри́ (араб. إبراهيم عواد إبراهيم علي البدري‎; 28 июля 1971, Самарра́, Ирак — 27 октября 2019, Бариша, Идлиб, Сирия), более известный как Абу́ Ба́кр аль-Багдади́ (араб. أبو بكر البغدادي‎) — лидер международной террористической организации «Исламское государство», занимавший титул халифа непризнанного государства с 2014 до своей смерти в 2019 году.
Ибрахим Аввад Ибрахим Али аль-Бадри родился и вырос в Самарре́, и получил учёные степени по исламскому богословию в конце 1990-х и 2000-х годах. По словам сторонников, он получил докторскую степень в Исламском университете Багдада. После американского вторжения в Ирак в марте 2003 года, аль-Багдади возглавил салафитскую повстанческую группу «Джейш Ахлю Сунна валь Джамаа», впоследствии был задержан наряду с командирами «Аль-Каиды» и содержался в американском фильтрационном лагере Кэмп-Букка в 2004 году. В 2006 году его группа присоединилась к Совещательному собранию моджахедов, и воевала наряду с «Аль-Каидой в Ираке». После распада коалиции, аль-Багдади стал ключевой фигурой организации «Исламское государство Ирак» и быстро поднялся по карьерной лестнице, став эмиром группы в 2010 году. В марте 2013 года группировка переименовала себя в «Исламское государство Ирака и Леванта» (ИГИЛ), и заявило о намерении расшириться в Сирии и ликвидировать фронт ан-Нусра, что привело к конфликту с генеральным командованием «Аль-Каиды». В июне 2014 года организация стала именоваться просто как «Исламское государство», провозгласив себя халифатом, а аль-Багдади был избран его халифом по решению «совета шуры».
Претензии аль-Багдади на титул халифа были отвергнуты мусульманской общиной. ИГ было признано террористической организацией ООН и почти всеми суверенными государствами, а сам аль-Багдади считался террористом США и многими другими государствами. Будучи главой ИГ, аль-Багдади непосредственно ответственен за войны, которые велись группировкой, а также за использование спорных тактик, включая массовое использование террористов-смертников и казни военнопленных. Аль-Багдади стал напрямую вовлечён в преступления ИГ и нарушения прав человека, включая геноцид езидов, ассирийцев, шиитов и геев, реорганизации рабства, порок и систематических казней. Он использовал пропаганду насилия для вовлечения в ряды группировки новых боевиков, создавая видеоролики, демонстрирующие военные действия и казни посредством обезглавлевания, забивания камнями и сожжения. Ряд источников обвиняют аль-Багдади в практике сексуального рабства, который владел несколькими секс-рабынями.
27 октября 2019 года аль-Багдади убил себя и двух детей, взорвав пояс смертника во время рейда на Баришу, проведённого США после одобрения президента Дональда Трампа в северо-западной провинции Идлиб, Сирия. После проведения исламских похорон, его тело было захоронено в море. ИГ подтвердило смерть своего лидера и назвало Абу Ибрахима аль-Хашеми аль-Кураши его преемником.

## Биография
Абу Бакр (настоящее имя Ибрагим Аввад Ибрагим Али аль-Бадри ас-Самарраи, на арабском إبراهيم عواد إبراهيم علي محمد البدري السامرائي‎), как полагают, родился около Самарры, в 1971 году.
Согласно биографии аль-Багдади, опубликованной бахрейнским идеологом Турки аль-Биналом, Абу Бакр принадлежит к племени аль-Бу Бадри, которое, в свою очередь, происходит от племени курайш, к которому принадлежал пророк Мухаммед. В исламской истории происхождение от этого племени считалось одним из условий для того, чтобы стать халифом.
В интервью для The Daily Telegraph современники аль-Багдади описали его в молодости как скромного, невпечатляющего, религиозного богослова, человека, избегающего насилия. Более десяти лет, до 2004 года, он жил в комнате, прикреплённой к маленькой местной мечети в Тобчи, в бедном районе на западной окраине Багдада, населённом как шиитами, так и суннитами.
После вторжения американских вооружённых сил, Ибрагим, будущий аль-Багдади, был лидером группировки Джейш Ахлю Сунна валь Джамаа — «Армия суннитов».
Согласно официальным данным Министерства обороны США, Абу Бакр был задержан и содержался как подозреваемый (участник среднего уровня в антиамериканском суннитском заговоре) с февраля по декабрь 2004 года в крупнейшем в Ираке американском лагере Букка (через этот лагерь прошло 20—26 тысяч заключённых, был расположен неподалёку от города Умм-Каср и был назван в честь погибшего 11 сентября 2001 года в Нью-Йорке пожарного Рональда Букка).
В 2005 году Абу Бакр был указан в отчёте разведки США как назначенец «Аль-Каиды» в городе Эль-Каим в западной пустыне Ирака на границе с Сирией.
Спустя год после освобождения аль-Багдади присоединился к «Совещательному собранию моджахедов», объединившему различные суннитские группировки, и стал лидером повстанцев в центральном Ираке. В мае 2010 года он возглавил всё повстанческое движение, взяв себе имя Абу Бакр аль-Багдади. В следующие три года иракские власти не менее шести раз пытались задержать аль-Багдади, но ему удавалось уйти.
К середине 2012 года террористы, подконтрольные аль-Багдади, перебрались в Сирию. К середине 2013-го иракские повстанческие группировки объединились в террористическую организацию «Исламское государство Ирака и Леванта», а ещё год спустя, в июне 2014-го, террористы захватили Мосул, второй по величине город Ирака, а также большую часть территории на границе с Сирией.
29 июня 2014 года ИГИЛ объявило о создании всемирного халифата. Аль-Багдади был назван его халифом, который будет известен как «халиф Ибрагим». Группировка, ранее именовавшая себя «Исламское государство Ирака и Леванта», поменяла название на «Исламское государство».
Заявление о создании «халифата» было подвергнуто широкой критике и насмешкам со стороны суннитских богословов и лидеров исламистских группировок, конкурирующих с ИГИЛ. Глава Всемирного союза мусульманских богословов шейх Юсуф аль-Кардави, осудил заявление ИГИЛ заявив, что сама идея создания исламского халифата в корне «не соответствует нормам шариата».
5 июля 2014 года аль-Багдади произнёс свою первую публичную речь во время пятничной молитвы в мечети Мосула, записанную на видео и размещённую в интернете, в которой призвал всех мусульман мира подчиниться ему и присоединиться к «джихаду» под руководством ИГ. Непризнанное государство претендует на религиозную и политическую власть над всеми территориями, где был расположен Халифат времён пророка Мухаммеда и праведных халифов, это: территории Иордании, Израиля, Палестины, Кувейта, Ливана, Турции и России (Кавказ), Северная Африка, Испания, Иран, Афганистан, Аравийский полуостров, Ирак, Сирия.
В 2014 году американские и иракские аналитики разведки заявили, что аль-Багдади имеет докторскую степень в исламоведении, полученную в университете в Багдаде. Согласно биографии, распространяемой на интернет-форумах джихадистов, с июля 2013 года он получил степень бакалавра, магистра и доктора философии исламоведения в Исламском университете Багдада. Ещё один доклад говорит, что он получил докторскую степень в области образования в Багдадском университете.

## Сообщения о гибели
2015
В ночь на 26 февраля 2015 года канал «Аль-Арабия» (Абу-Даби) сообщил, что в результате авиаударов возглавляемой США коалиции по иракскому району Эль-Каим уничтожены десятки террористов, среди убитых мог быть аль-Багдади.
18 марта 2015 года Абу Бакр получил тяжёлое ранение в результате удара сил прозападной коалиции по конвою из трёх автомобилей на границе Ирака и Сирии; в сообщениях говорилось также, что он умер в больнице сирийского города Эр-Ракка. После этого боевики ИГ якобы присягнули новому «халифу» Абдуррахману Мустафе аль-Шейхлару, получившему прозвище Абу Аля аль-Афри.
Согласно более позднему сообщению The Guardian, Абу Бакр остался жив, но был парализован в результате ранения в позвоночник.
2016
14 июня 2016 года в СМИ появилась информация о том, что аль-Багдади был убит в результате авиаудара сил западной коалиции, в окрестностях города Эр-Ракка. Согласно сообщениям, тяжело раненый аль-Багдади был перевезён в центр города, занятый террористами, где вскоре скончался.
3 октября 2016 года в СМИ появилась информация о том, что аль-Багдади был отравлен, вместе с тремя другими высокопоставленными боевиками.
2017
10 июня 2017 года сирийские СМИ сообщили, что аль-Багдади погиб в результате авиаудара. 16 июня Министерство обороны России сообщило, что по предварительным данным аль-Багдади был уничтожен в результате удара российских ВКС 28 мая (в 00:35—00:45) в южном предместье Ракки, где проходило совещание лидеров ИГ. Представитель командования возглавляемой США международной коалиции полковник вооружённых сил США Райан Диллон сообщил, что в настоящее время не может подтвердить гибель аль-Багдади.
7 июля 2017 года ИГ отменило пятничную молитву в городе Талль-Афар (одном из последних оплотов ИГ в Ираке), чтобы протранслировать у мечети аудиообращение аль-Багдади, продемонстрировав, что он жив.
11 июля 2017 года иракский телеканал «Ас-Сумария» заявил, ссылаясь на «местный источник в провинции Найнава», что бойцы ИГ объявили о гибели аль-Багдади.
16 июля 2017 года руководитель управления информации и борьбы с терроризмом МВД Ирака Абу Али аль-Басри опроверг информацию о смерти лидера ИГ, заявив, что тот «скрывается в Сирии, а точнее, за пределами города Эр-Ракка».
27 сентября 2017 года ИГ опубликовало аудиозапись с 46-минутной речью аль-Багдади; точная дата, когда была сделана запись, неясна, однако аль-Багдади в своей речи упоминает события, произошедшие незадолго до того (например, занятие Мосула правительственными войсками в начале июля 2017 года).
1 декабря 2017 года представитель департамента информации министерства обороны Ирака генерал Яхья Расул заявил, что аль-Багдади был тяжело ранен, и сейчас скрывается в пустынях между Ираком и Сирией.
2018
22 августа 2018 года Абу Бакр аль-Багдади призвал своих сторонников продолжать «джихад» в аудиообращении, транслируемом через Telegram-каналы боевиков. Абу Бакр аль-Багдади в новом пропагандистском сообщении, которое длится почти час, утверждает, что «халифат будет сохранён». Он также призвал своих сторонников совершить теракты в нескольких арабских странах, в Азии и Африке, где различные радикальные группировки присягнули ему на верность, и взял ответственность за стрельбу, которая произошла в конце июля в канадском Торонто.
5 декабря 2018 года генерал-лейтенант Кеннет Маккензи предположил, что лидер ИГ скрывается где-то в пустыне у реки Евфрат.
2019
29 апреля 2019 года аль-Багдади впервые за несколько лет появился в пропагандистском видео, размещённом в интернете. Неясно, когда было записано это видео. Аль-Багдади на нём говорит о битве за Багуз и признаёт поражение ИГ.

## Смерть
26 октября 2019 года 1-й оперативный отряд специального назначения Объединённого Командования специальных операций США (широко известный как Delta Force) провёл рейд через воздушное пространство, контролируемое Россией и Турцией, в удерживаемую боевиками Хайят Тахрир аш-Шам сирийскую провинцию Идлиб на границе с Турцией, чтобы захватить аль-Багдади. Дом, в котором предположительно находился аль-Багдади, был обстрелян из пулемётов. После приземления вертолётов десантники штурмовали дом. По заявлению Трампа, аль-Багдади пытался скрыться в тупиковом туннеле, затащив туда трёх своих детей, а затем взорвал пояс смертника, в результате чего все четверо погибли. Пентагон уточнил, что аль-Багдади подорвал себя и двоих детей, а не троих, как сообщал президент Дональд Трамп.
Советник президента США по национальной безопасности Роберт О'Брайен заявил, что от тела аль-Багдади «избавятся подобающим образом». Тело аль-Багдади захоронено в Средиземном море.
31 октября ИГ подтвердило смерть аль-Багдади и объявило Абу Ибрагима аль-Хашеми аль-Кураши новым лидером группировки.

## Личная жизнь
Абу Бакр аль-Багдади имел несколько жён, включая Асму Фавзи Мухаммед аль-Дулайми, Исрау Раджаб Махал аль-Кайси, Суджиду аль-Дулайми (также известную как «Саджа») и, по различным сообщениям в СМИ, немку-подростка Диану Крюгер. От этих браков у него были дети, включая сына по имени Хузайфа аль-Бадри, который погиб в бою в 2018 году. Во время рейда в Барише двое или трое его детей погибли вместе с ним. Кроме того, у аль-Багдади были братья и сёстры, включая Расмию Авад, которую задержали турецкие власти, и Джума, который действовал как курьер для него. Другие родственники, такие как Дуаа Амид Ибрагим и Абу Ахмед ас-Самарраи, также участвовали или связаны с его деятельностью.